# Calea zacatechichi
Calea zacatechichi, también llamada zacatechichi, pasto amargo, zacate de perro, hoja madre, thepelakano, hoja de Dios o hierba de los sueños, es una compuesta perenne arbustiva rica en alcaloides y con diversas aplicaciones etnobotánicas. Es originaria de México y América Central. 

## Descripción
Es un arbusto perenne de un 1-1,5 m de altura, muy ramificado. Sus tallos son rectos y leñosos. Sus hojas son opuestas, ovaladas, cerradas y pubescentes, y miden entre 3 a 4 cm de largo, por 2 a 3 cm de ancho. Sus flores son cimosas de unos 4 mm de color blanco, y florecen en septiembre.

### Hábitat
Se adapta a diversos ambientes, pero su hábitat idóneo son los suelos ricos, húmedos y en zonas soleadas, con un pH de la tierra ligeramente ácido como la tierra de pinos y robles.

### Ámbito Geográfico

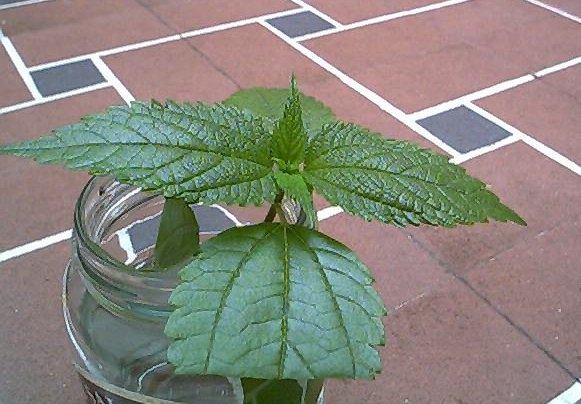
Esqueje de Calea zacatechichi.

Nativa de México y Costa Rica.

### Cultivo
Sus semillas son difíciles de germinar. Para hacerlas germinar se dejan en una solución con el 50% de agua oxigenada hasta que se hundan en el fondo del recipiente; normalmente tienen tendencia a flotar en la superficie, por lo que cuando se hallan en el fondo es el momento idóneo para germinarlas. Llegados a este punto se siembran superficialmente, aplicando un poco del medio por encima, con una humedad elevada y bajo luz y en pocas semanas se obtendrán los primeros brotes. Es preciso darle protección del frío.

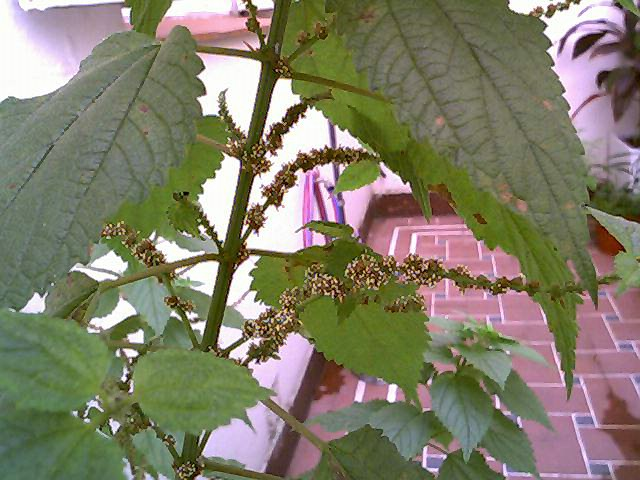
Calea zacatechichi floreciendo.

### Propiedades
Sus hojas producen un efecto sedante. Se utiliza en el tratamiento de padecimientos inflamatorios según recientes estudios llevados a cabo por la Universidad Nacional Autónoma de México.
No se ha estudiado suficientemente a nivel fármaco-químico, ni se conoce su composición química o mecanismo de acción.

#### Efectos del consumo de frutos y hojas
Su consumo en té produce estado de somnolencia y relajación, aunque debido a su sabor amargo pueden presentarse náuseas.Pasados 30 minutos sobreviene una sensación leve de tranquilidad y lasitud. 

#### Ingesta
Tradicionalmente se prepara un té con hojas secas y posteriormente se fuma un cigarro con hojas secas de las mismas para aumentar la potencia del efecto.
LA infusión es amarga y puede considerarse desagradable, a diferencia de cuando es fumada.

#### Dosificación
Según Jonathan Ott la dosis adecuada es de 1 g de hierba seca por kg de peso corporal.
Una dosis superior tiene un efecto intoxicante más fuerte. No se conocen casos de sobredosis. 
Se trata de una planta poco estudiada y las evidencias de su uso y dosificación son meramente anecdóticas.

## Taxonomía
Calea zacatechichi fue descrito por Diederich Franz Leonhard von Schlechtendal  y publicado en Linnaea 9: 589–590. 1834[1835]
Sinónimos
- Calea nelsonii Robins. & Greenm.
- Calea zacatechichi var. macrophylla B.L.Rob. & Greenm.[2][3]